# Ans van Dijk
 (juin 2020).
Si vous disposez d'ouvrages ou d'articles de référence ou si vous connaissez des sites web de qualité traitant du thème abordé ici, merci de compléter l'article en donnant les références utiles à sa vérifiabilité et en les liant à la section « Notes et références ».
Anna « Ans » van Dijk, née le 24 décembre 1905 à Amsterdam et morte le 14 janvier 1948 à Weesperkarspel, est une néerlandaise de confession juive qui a trahi des Juifs en collaborant avec l'occupant allemand pendant la Seconde Guerre mondiale.
Elle aurait livré au SD à Amsterdam 145 personnes. Il est discuté qu'elle aurait par exemple trahi Anne Frank et sa famille. Elle est arrêtée le 20 juin 1945 à La Haye. Accusée de trahison, elle est jugée en 1947 par la Cour spéciale d'Amsterdam. Elle est condamnée à mort. Son appel et sa requête pour obtenir un pardon royal étant rejetés Ans van Dijk est fusillée par un peloton d'exécution au Fort Bijlmer le 14 janvier 1948.
Elle est la seule Néerlandaise exécutée pour ses activités dans cette guerre.